# تسرنتین
تسرنتین (به آلمانی: Zerrenthin) یک شهر در آلمان است که در فرپومرن-گرایفسوالد واقع شده‌است. تسرنتین ۴۶۷ نفر جمعیت دارد.